# Шапошник Олександр Едуардович
Олександр Едуардович Шапошник (нар. 18 червня 1983 р. Харків) — український практикуючий тхеквондист, який виступав у чоловічій легковаговій категорії. Він здобув, срібну медаль у ваговій категорії до 58 кг на Чемпіонаті Європи з тхеквондо 2002 року в Самсуні, Туреччина, а потім представляв свою країну Україну на літніх Олімпійських іграх 2004 року.
Шапошник кваліфікувався як одинокий тхеквондо-джин у складі Україні чоловіча напівважка категорія (58 кг) на літніх Олімпійських іграх 2004 року в Афінах, вигравши ліцензію і посівши третє місце з Європейського кваліфікаційного олімпійського турніру в Баку, Азербайджан. Шапошник швидко стартував із вражаючої 7–5 перемоги над єменцем Акрамом Абдуллою, але його мексиканський суперник Оскар Салазар обережно подолав у чвертьфінальному матчі з рахунком 2–6. У репешажі Шапошник мав битися з Юлісом Мерседесом із Домініканської Республіки у першій спробі, але вибув із турніру через травму коліна, отриману в попередньому матчі.